# Przymierze Zakonów św. Jana Jerozolimskiego
Przymierze Zakonów św. Jana Jerozolimskiego – Członkami tego protestanckiego Przymierza są zakony brytyjski i niemiecki – (dawna komturia brandenburska) (także jej dependencje w Austrii, Finlandii, Francji, Szwajcarii i na Węgrzech), oraz niepodległe protestanckie zakony joannitów w Holandii i Szwecji.
W roku 1974 z inicjatywy joannitów katolickich stworzono w Rzymie "Komitet Zakonów św. Jana Jerozolimskiego" – gdzie pięć uznanych i legitymowanych zakonów joannickich współpracuje  w celu zwalczania samozwańczych "zakonów" przybierających miano i godło Zakonu św. Jana z Jerozolimy.